# Carl Frühling (Komponist)
Carl Frühling (* 28. November 1868 in Lemberg, Galizien; † 25. November 1937 in Wien) war ein österreichischer Komponist und Pianist.

## Leben und Wirken
Geboren in Lemberg (heute Lwiw, Ukraine) als Sohn eines jüdischen Kaufmanns, wuchs er in Wien auf und besuchte von 1887 bis 1889 das Konservatorium der Gesellschaft der Musikfreunde in Wien, wo er Klavier bei Anton Door und Musiktheorie bei Franz Krenn studierte. Er war als Klavierbegleiter insbesondere im Wiener Musikverein und im Wiener Konzerthaus tätig und arbeitete unter anderem mit Bronisław Huberman, Pablo de Sarasate, Karl Udel, František Ondříček, Arthur Preuss, Rudolf Fitzner und dem Rosé-Quartett zusammen. Seine Kompositionen wurden unter anderem von den Wiener Symphonikern im Konzerthaus aufgeführt und im Rundfunk gesendet. Frühling spielte auch Violine und Orgel und gab ab 1890 Privatunterricht in Klavier, ab 1900 auch in Musiktheorie bzw. Komposition und Gesangskorrepetition in Wien. Einer seiner Schüler war Egon Wellesz. Er starb in Wien in Armut.
Seine frühen Klavierwerke sind Salonstücke, während sein Klavierquintett op. 30 und sein Klarinettentrio op. 40 substantieller sind und in der romantischen Tradition stehen. 2009 wurde sein Klavierquintett von Edition Silvertrust nachgedruckt. Ein Großteil seiner Musik ist verloren gegangen oder muss noch entdeckt werden. Der Cellist Steven Isserlis hat sich für seine Musik eingesetzt, von der er einige wiederentdeckt und aufgeführt hat.

## Kompositionen

### Orchesterwerke
- Klavierkonzert, op. 12
- Festmarsch, op. 23
- Scènes de ballet, op. 34
- Suite in F-Dur, op. 36
- Heitere Ouvertüre, op. 75
- Miniaturen, Suite, op. 78
- Humoreske, op. 87

### Kammermusik
- Sonate, op. 22, für Cello und Klavier
- Streichquartett in E-Dur, op. 25
- Klavierquintett in f-Moll, op. 30
- Klaviertrio in E-Dur, op. 32
- Klavierquartett in D-Dur, op. 35
- Trio in a-Moll, op. 40, für Klarinette, Cello und Klavier (1925 von Franz Ernst Christoph Leuckart veröffentlicht[1])
- Fantasie, op. 55, für Flöte und Klavier
- Duettino, op. 57, für 2 Flöten
- Rondo, op. 66, für Flöte und Klavier

### Klavierwerke
- Lucie, Mazurka, op. 1
- La piquante, Polka française, op. 5
- Mazurka brillante, op. 11
- Serenade, op. 13
- Pas des sylphides, Walzer, op. 14
- 5 pièces, op. 15–19
- 3 Klavierstücke, op. 21
- Konzertwalzer, op. 24
- 2 Klavierstücke, op. 37

### Chorwerke
- Große Messe in G-Dur, op. 6
- Kantate (A. Silesius), op. 54, für Soli, Chor und Orgel
- 3 Sinnsprüche (Assim Agha), op. 62, für Chor
- Lied der Eintagsfliegen (C. Schneller), op. 63, für Frauenchor und Klavier zu 4 Händen
- Am Strome, op. 67, für Männerchor
- 2 Lieder im Volkston, op. 68, für gemischten Chor
- Brudergruss, op. 73, für Männerchor
- Matt gießt der Mond, op. 74, für gemischten Chor
- op. 77, 89, 91, 93, 102, für gemischten Chor
- op. 80, 83, 86, 106, für Männerchor

### Werke für Solostimme
- Der Landsturm (M. Marton), op. 39, für Gesang und Orchester
- 3 Gesänge nach altjapanischen Gedichten, op. 47, für Gesang und Orchester
- Gesang Buddhas, op. 59, für Bariton und Bläserorchester
- 2 Gesänge, op. 70, für Tenor und Orchester
- 5 Lieder, für Gesang und Orchester
- Lieder für Gesang und Klavier